# Baiyun
Baiyun (Chinees: 白云; pinyin: Báiyún) is een district van de stad Guangzhou in de provincie Guangdong in China.
Baiyun is vooral bekend wegens de Internationale luchthaven Guangzhou Baiyun.